# Вінер-Нойштадт
Вінер-Нойштадт (нім. Wiener Neustadt нім. вимова: [ˈviːnɐ ˈnɔʏʃtat] ( прослухати); букв. 'Нове містечко на землі Відень' [тобто Нижня Австрія]; центр.-бав.: Weana Neistod, вимовляється [ˈvɛɐ̯nɐ ˈnɔɪ̯ʃtɔt]) — самоврядне місто на південь від Відня в землі Нижня Австрія, центр адміністрації регіону Вінер-Нойштадт.

## Історія
Місто заснував герцог Леопольд V у 1194 році. Він фінансував будівництво міста з викупу, заплаченого за англійського короля Річарда Левове Серце, якого раніше утримували як заручника в Австрії в Дюрнштайні. Вінер-Нойштадт (дослівно «Новий Відень») спочатку служив як фортеця для захисту проти сусідньої Угорщини. Місто отримало важливі привілеї, що призвело до його подальшого розквіту. У 15-му сторіччі у Вінер-Нойштадті значно зросла кількість населення, коли імператор Фрідріх III збудував тут свою резиденцію. Його син Максиміліан I теж тримав свій двір у місті і похований в Соборі Святого Георгія.
Протягом 16-го сторіччя Вінер-Нойштадт втратив статус імперської резиденції, і його важливість дещо знизилася. Проте він все ще відігравав велику роль у захисті країни проти турків та інших загарбників. 1751 року місто отримало більшу увагу, коли австрійська імператриця Марія Терезія вирішила збудувати першу в світі військову академію всередині імперського замку. У 1752 році Терезіанська військова академія була відкрита й існує досі з кількома перервами. У 1768 Вінер-Нойштадт зазнав значних пошкоджень від землетрусу. Замок, який сильно постраждав, був відбудований за планами архітектора Ніколо Пакассі.
У кінці 1930-х Ервін Роммель провів якийсь час у військовій академії у Вінер-Нойштадті і повернувся туди знову з сім'єю для відпочинку і відновлення сил під час Другої Світової Війни. Під час війни Вінер-Нойштадт був головним центром виробництва літаків Messerschmitt Bf 109 та ракет Фау-2, і його дуже бомбила авіація союзників, спричинивши руйнування майже 80 % міста й великі втрати серед цивільного населення.

## Міста-побратими
- Монгайм-ам-Райн, Німеччина (1971)
- Дезенцано-дель-Гарда, Італія (2002)
- Харбін, КНР (2006)

## Персоналії
Народились
- Йоганна Бейстинер (* 1976) — австрійська класична гітаристка.
- Домінік Тім (*1993) — австрійський професійний тенісист.

Померли
- Карл Юліус Еберсберг (1831—1870) — австрійський педагог, професор, письменник.